# Электронная книга с шрифтом Брайля
Электронная книга с шрифтом Брайля — брайлевский дисплей, изготовленный с использованием электроактивных полимеров или нагретого воска, обеспечивающих вывод на дисплей брайлевских символов. Из-за незначительного масштаба производства себестоимость изготовления подобных устройств достаточно высока. Дизайнеры электронных устройств разрабатывали несколько вариантов дизайна таких электронных книг, определённую известность получила концепция, опубликованная в 2009 году корейской компанией Yanko Design. В 2013 году в Великобритании за счёт гранта Евросоюза был разработан дизайн прототипа электронной книги под названием «Anagraphs», но в связи с прекращением финансирования со стороны Европейского Союза он не был доведён до стадии тиражирования. Очередную разработку электронной книги в формате планшета сделала австралийская компания Blitab. Выход изделия на рынок планируется в 4-м квартале 2016 года; ожидается, что стоимость одной книги составит порядка 3000 долларов США. В феврале 2019 года компания Blitab приглашала добровольцев принять участие в тестировании тактильных дисплеев Брайля.
В 2020 году инженерный стартап 4Blind, Inc. из Бостона создал тактильную электронную книгу под названием Braille Pad. Это 8-дюймовый планшет (содержит 3249 тактильных пикселей) со встроенной камерой, которая дает доступ к любым графическим изображениям (карты, графики и т.д.), а также позволяет пользователю делать фотографии с мгновенной тактильной передачей.